# Summit Lake Provincial Park
Der Summit Lake Provincial Park ist ein 6 Hektar großer Provincial Park in der kanadischen Provinz British Columbia. Der Park liegt zwischen den Siedlungen Nakusp und New Denver am Highway 6, in den Selkirk Mountains. Der Park liegt im Regional District of Central Kootenay.

## Anlage
Der kleine Park liegt nördlich des Highways 6 auf einer kleinen Halbinsel, welche in den namensgebenden Summit Lake ragt.
Bei dem Park handelt es sich um ein Schutzgebiet der IUCN-Kategorie II (Nationalpark).

## Geschichte
Der Park wurde im Jahr 1964 eingerichtet und hat seinen Namen nach einem im Park liegenden See. Wie bei fast allen Provinzparks in British Columbia gilt jedoch auch für diesen, dass er – lange bevor die Gegend von Einwanderern besiedelt oder Teil eines Parks wurde – Jagd- und Fischereigebiet verschiedener Stämme der First Nations, hier der Ktunaxa, der Okanagan sowie der Secwepemc, war.

## Flora und Fauna
Das Ökosystem von British Columbia wird mit dem Biogeoclimatic Ecological Classification (BEC) Zoning System in verschiedene biogeoklimatischen Zonen eingeteilt. Biogeoklimatische Zonen zeichnen sich durch ein grundsätzlich identisches oder sehr ähnliches Klima sowie gleiche oder sehr ähnliche biologische und geologische Voraussetzungen aus. Daraus resultiert in den jeweiligen Zonen dann auch ein sehr ähnlicher Bestand an Pflanzen und Tieren. Innerhalb dieser Systematik wird das Parkgebiet der Moist Warm Subzone der Interior Cedar - Hemlock Zone zugeordnet.

## Aktivitäten
Der Park ist ein in der Region beliebtes Ziel von Anglern und anderen Outdoor-Sportlern.
Der Park hat 35 (teilweise reservierbare) Stellplätze für Wohnmobile und Zelte, verfügt jedoch nur über einfache Sanitäranlagen.

## Benachbarte Parks
Der nächstgelegene Provincial Park entlang des Highways 6, in Richtung Osten, ist der Rosebery Provincial Park. Richtung Westen liegen der McDonald Creek Provincial Park.